# Apterostigma billi
Apterostigma billi é uma espécie de inseto do gênero Apterostigma, pertencente à família Formicidae.